# Rovaniemis huvudbibliotek

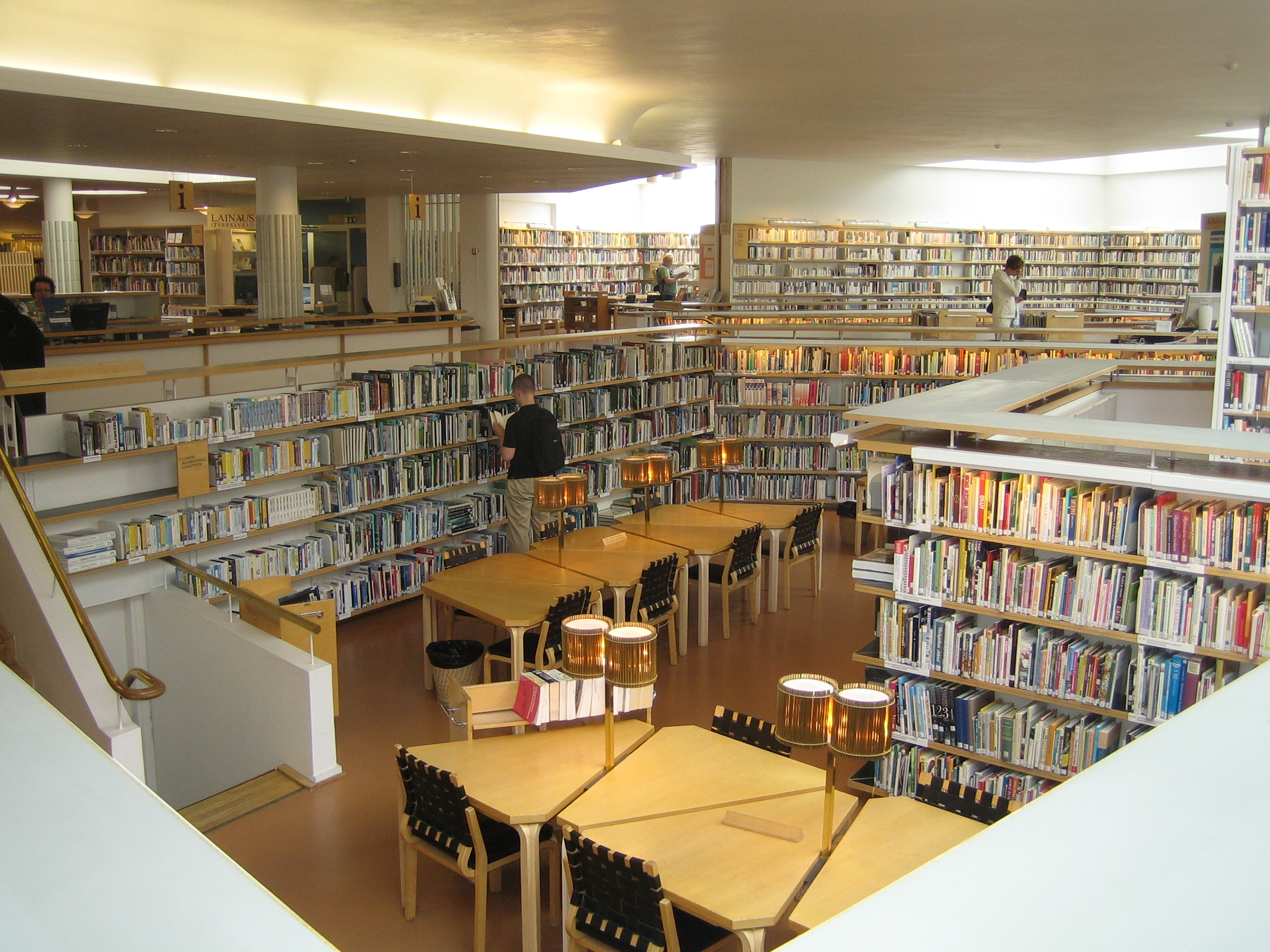
Interiör.

Rovaniemis huvudbibliotek (finska: Rovaniemen pääkirjasto) är ett regionbibliotek för finska  Lappland,  Finland. 
Biblioteket grundades år 1860 men byggnaden och stora delar av staden Rovaniemi förstördes under Lapplandskriget. Den nuvarande byggnaden, som har ritats av arkitekt Alvar Aalto, byggdes mellan 1963 och 1968. Byggnaden i flera plan är klädd med kakel och är försedd med höga lanterninliknande fönster så att ljus från en lågt stående sol kan lysa upp lokalerna.
Interiören har drag av Viborgs bibliotek. Läsesalarna ligger lägre än resten av biblioteket och bibliotekarierna har utsikt över området från övre plan. Förutom boksamlingen hyser byggnaden ett musikbibliotek, ett museum och ett litet auditorium.